# 南スーダンの国旗
南スーダンの国旗は、独立前の南部スーダン時代の2011年に制定された、スーダン人民解放軍の旗のデザインをそのまま利用している。
黒は南スーダンの民（黒人）、白は平和、赤は自由のために流された血、緑は国土、水色はナイル川の水、金色（黄色）の星はベツレヘムの星で南スーダンの団結を象徴している。

## 国旗の星について
国旗左側に描かれた金色（黄色）の星は、正式なデザインでは旗竿の方向（左）を向いているが、住民が持つ同旗のほとんど、そして国際連合への加盟に伴い国連本部ビル前に掲げられた国旗は、星が上を向いているものであった。また、青色の濃さにも不一致がみられる。2023年8月25日、南スーダンのメディア当局は公式の配色は水色であり、濃い青色は誤りであると述べた。

大統領旗
?縦横比2:3の別タイプ
濃い青色のバージョン。誤りとされる。

## 歴史的な旗

?ムハンマド・アリー朝の旗（1882年 - 1922年）
?エジプト王国の国旗（1922年 - 1952年）
?エジプトの国旗（1952年 - 1958年）
?イギリス領スーダンの旗
?イギリス領スーダンの総督旗
?スーダン領時代の旗（1956年～1970年）
?スーダン領時代の旗（1970年～2011年）
?スーダン人民解放軍の旗（1983年）
?スーダン人民解放軍の旗（1995年）
?南スーダン人民解放運動の旗
?南スーダン独立紀念日の旗